# Pension Schöller (film, 1952)
Pour les articles homonymes, voir Pension Schöller.
Pour plus de détails, voir Fiche technique et Distribution.
Pension Schöller est un film allemand réalisé par Georg Jacoby, sorti en 1952.

## Synopsis
Un jeune étudiant vivant en ville reçoit son oncle de la campagne, qu’il a escroqué le neveu l’emmène dans une pension pleine de personnages excentriques.

## Fiche technique
- Titre : Pension Schöller
- Réalisation : Georg Jacoby
- Scénario : Georg Jacoby, Fritz Böttger, Bobby E. Lüthge et Joachim Wedekind d'après la pièce de Wilhelm Jacoby
- Musique : Heino Gaze
- Pays d'origine : Allemagne de l'Ouest
- Format : Noir et blanc - 1,37:1 - Mono
- Genre : comédie
- Date de sortie : 1952

## Distribution
- Camilla Spira : Ulrike
- Eva-Ingeborg Scholz : Ida
- Joachim Brennecke : Alfred Klapproth
- Ludwig Schmitz : Philipp Klapproth
- Rudolf Platte : Tommy Kießling
- Paul Henckels : Professeur Schöller
- Peter Mosbacher : Eugen Rümpel
- Rolf Kutschera : Fritz Bernhardy
- Hans Stiebner
- Ewald Wenck